# Subtemple / Beachfires
Subtemple / Beachfires è un EP del musicista britannico Burial, pubblicato dalla Hyperdub il 19 maggio 2017. Al contrario dei precedenti lavori del produttore inglese, questo EP è caratterizzato dalla totale assenza di batterie, dalla sporadica presenza di synth, suoni metallici ed effetti sonori, e può essere compreso nel genere della musica ambient.

## Tracce
1. Subtemple – 7:23
2. Beachfires – 9:54